# Imidazol

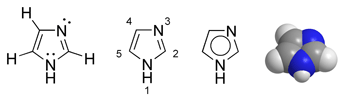
Estructura química del Imidazol.

El imidazol es un intermediario de la biosíntesis de la histidina que se forma desde el imidazol glicerol fosfato con la pérdida de agua. De estructura cristalina, su fórmula molecular es C3H4N2 y su masa molecular es 68.077 g/mol.
Pertenece a una familia de compuestos químicos aromáticos, caracterizada por disponer de un anillo pentagonal nitrogenado. Tiene propiedades anfotéricas, cualidad esta que mantendrán algunos de sus derivados.
Su molécula ha servido de base para el desarrollo de numerosos fármacos:
- Antihipertensores.[2]
- Antihistamínicos H2.
- Inmunomoduladores: Levamizol.
- Antibacterianos y antiprotozoarios: Metronidazol.
- Antihelmínticos: Tiabendazol, Mebendazol.
- Antifúngicos: clotrimazol, miconazol, econazol, ketoconazol, butoconazol, oxiconazol, sulconazol, bifonazol, tioconazol, fluconazol e itraconazol como más importantes.
- Antitiroideos: Carbimazol y Metimazol.[3]

Aunque no se puedan considerar derivados directos, forma parte de la molécula de otros fármacos como la teofilina o la mercaptopurina.
El estudio del antecesor de los derivados azólicos con capacidad antimicrobiana tuvo lugar en los años 1940, con las investigaciones sobre benzimidazoles. A partir de este momento, y de forma simultánea, dos casas farmacéuticas: Bayer AG y Janssen Pharmaceutica, investigaron diferentes clases de azoles con aplicación clínica durante los años 1950 y 1960, hasta el auténtico inicio de la era de los imidazoles que se puede considerar 1969, cuando estas dos casas publicaron su experiencia respectiva con clotrimazol y miconazol.
Además de su importancia en la industria farmacéutica, tiene aplicaciones en la industria de componentes electrónicos, fotografía e incluso en la fabricación de materiales anticorrosivos y retardantes del fuego. Igualmente sirve de base para la obtención de imágenes y espectros celulares mediante resonancia magnética.

## Presencia en la naturaleza
El imidazol se encuentra libre en las semillas de Lens culinaris (lenteja). También se encuentra libre en las semillas de otras leguminosas Adenanthera pavonina, Amphimas pterocarpoides, Cathormion altissimum, Erythrophleum sp., Lathyrus rotundifolius, Lathyrus sylvestris, Macrotyloma uniflorum, Parkia bicolor, Psophocarpus tetragonolobus, Tephrosia platycarpa y Vigna radiata
La histidina es un aminoácido proteínico que posee un anillo de imidazol, que prácticamente es precursor de diversos productos naturales, tales como la histamina, la hercinina, el ácido urocánico, la pilocarpina, la dolicotelina, la murexina y la diftamina. Otro compuesto que presenta un anillo saturado de imidazol, pero que no proviene biosintéticamente de la histidina, es la creatinina.

## Mecanismo de acción
Es variable según las modificaciones estructurales a las que haya sido sometido para sintetizar sus derivados. El principal mecanismo de acción de los imidazoles fue demostrado por primera vez por Vanden Bossche en 1978 Su metabolismo es hepático, relacionado con el CYP3A4, lo que tendrá su importancia a la hora de originar interacciones y efectos secundarios. 
- Los derivados utilizados como antibióticos son oxidados por parte de los sistemas enzimáticos dependientes del citocromo P450, lo que interfiere el metabolismo del lanosterol (dificulta la 14-desmetilación) llevando a una disminución del ergosterol y, de forma secundaria, a un acúmulo de esteroles anómalos (esteroles 14-alfa-metilados). Al ser mucho más importante el ergosterol para la pared de los hongos que para la de las células humanas, y debido a la mayor afinidad de los primeros por los azoles, se explica la acción selectiva.[10] La falta de ergosterol altera la permeabilidad de las membranas de los hongos, lo que lleva a una desestructuración de los orgánulos intracelulares y de la capacidad de división. Secundariamente, el acúmulo de esteroles anómalos contribuye a la fragilidad y muerte celular.
- Algunos imidazoles poseen un efecto directo sobre la membrana celular. Este efecto se pone de manifiesto mediante el efecto sinérgico que tiene lugar entre estos imidazoles y determinados detergentes, y conlleva un efecto fungicida, a diferencia de la inhibición de la síntesis de ergosterol, que produce un efecto fungistático.[4]
- Una tercera capacidad de los azoles consiste en la posibilidad de inhibición de la ATPasa de la membrana celular fúngica. Ello puede colapsar rápidamente el gradiente de electrolitos y disminuir el ATP intracelular.[4]
- Finalmente, en algunos hongos (como es el caso de las Cándidas) impiden la transformación en pseudohifas, lo que las hace más sensibles a la acción de los leucocitos del organismo.[1]
- Los derivados antitiroideos actúan interfiriendo en la incorporación del yodo a la tiroglobulina, disminuyendo por tanto la síntesis de T3 y T4.[3]

## Interacciones
El hecho de que los derivados imidazólicos tengan una estructura química básica común les da una cierta homogeneidad a la hora de comportarse en el organismo. 
- Una característica de todos los derivados imidazólicos es la posibilidad de dar una reacción tipo antabús si se toma alcohol mientras se está en tratamiento con ellos.
- Igualmente hay que tener cuidado con la toma concomitante de otros fármacos que se metabolicen por la misma vía que los imidazoles (CYP3A4), ya que se pueden potenciar los efectos y originar alteraciones hepáticas.
- Muchos de ellos también alteran levemente la capacidad de transmisión del impulso eléctrico a nivel de las fibras musculares del corazón. Su asociación con otros fármacos de características similares puede originar trastornos cardíacos del ritmo.
- Algunos derivados imidazólicos necesitan de un medio ácido para absorberse en el tubo digestivo. Por tanto hemos de evitar la ingesta coincidente de antiácidos y de inhibidores de la bomba de protones.
- Finalmente habrá que tener especial cuidado en pacientes que tomen anticoagulantes ya que pueden potenciar sus efectos.

No obstante lo dicho, cada derivado tiene características propias que conviene consultar de forma específica.

## Reacciones adversas
Las reacciones adversas a medicamentos (RAM) son una patología que puede llegar a representar el 5% de las consultas en Atención Primaria. Aun cuando la estructura imidazólica común les confiere una cierta homogeneidad en cuanto a las RAM, es importante consultar de forma individual cada fármaco. Siguiendo el criterio de la CIOMS, las reacciones más comunes entre los derivados imidazólicos son:
- Frecuentes: (<1/10 y >=1/100): Molestias gastrointestinales (náuseas, vómitos o dolor abdominal) y elevación de las enzimas hepáticas en las pruebas de laboratorio.
- Infrecuentes ( <1/100 y >= 1/1.000): Cefalea y mareos.